# بدر الشبيبي
بدر الشبيبى (مواليد 28 أكتوبر 1996) لاعب كرة قدم إماراتي يجيد اللعب في مركز الالظهير الأيمن.

## مسيرة اللاعب
مثل نادي الجزيرة في الفئات السنية و تدرج معهم حتى وصل للفريق الأول عام 2017 و لعب بعدها مع نادي بني ياس ونادي عجمان والنادي العربي.

## روابط خارجية
- بدر الشبيبي على موقع Soccerway.com (الإنجليزية)